# Síndrome de Ehlers-Danlos
A síndrome de Ehlers-Danlos é um grupo de doenças hereditárias do tecido conjuntivo, causada por um defeito na síntese de colágeno ou de proteínas e enzimas que o afetam. 
O colágeno no tecido conjuntivo dá resistêcia à deformação dos tecidos, sendo um importante contribuinte para a força física da pele, das articulações, dos músculos, dos ligamentos, dos vasos sanguíneos e dos órgãos viscerais. O colágeno anormal torna essas estruturas mais elásticas. 
Dependendo do indivíduo, a gravidade da mutação pode variar desde ligeira até ser mortal. Não há cura e o tratamento é a consciência corporal, incluindo a monitorização cuidadosa do aparelho digestivo, do excretor e, particularmente, do sistema cardiovascular. Terapia ocupacional e física, órtese e cirurgia corretiva pode ajudar com as frequentes lesões e dores, que tendem a se desenvolver em certos tipos desta doença, embora cuidado extra e práticas especiais sejam aconselhadas para evitar danos permanentes. É importante ressaltar que a síndrome não é degenerativa, progressiva ou fatal.
A síndrome recebe seu nome em referência a dois médicos: Edvard Ehlers, da Dinamarca, e Henri-Alexandre Danlos, da França, que a identificaram na virada do século XX.

## Sinais clínicos para o diagnóstico
- Sinal de Meténier (eversão das pálpebras superiores).
- Sinal de Gorlin (tocar no nariz com a língua).
- Hipermobilidade articular (dobrar o punho e polegar até ao antebraço).
- Frouxidão ligamentar
- Hipotonia muscular
- Predisposição para equimoses
- Presença de cicatrizes (devido à fragilidade cutânea). Podem ser atróficas.
- Divertículo esofágico epifrênico

O índice de incidência é de 1 a cada 5 mil para nascidos vivos. É diagnosticado normalmente no início da vida adulta. A herança pode ser autossômica dominante ou recessiva, ligada ao sexo. As características de cada paciente, bem como a gravidade da condição e a expectativa de vida do paciente, dependem da variante e da sua penetrância.[carece de fontes?]
Complicações
Entre as complicações, estão maior risco de artrite, artrose, osteoporose, deficiência de vitamina D e de vitaminas do complexo B, gengivite e perda dentária, aparecimento de cáries, problemas gastrointestinais, distúrbios cardiovasculares como o prolapso da valva mitral, insuficiência aórtica e outras complicações cardíacas, incontinência urinária, bexiga hiperativa, disautonomia, deslocamento de ossos, fadiga crônica, pele elástica e frágil, dor crônica nas articulações, miopia, glaucoma, problemas auditivos e complicações renais. Portadores da síndrome de Ehlers-Danlos podem, também, ter uma predisposição maior a doenças autoimunes como tiroidite de Hashimoto e vitiligo, além de apresentar outras desordens do sistema imune e ter uma pré disposição para autismo.[carece de fontes?]

## Classificação
A síndrome em questão é um defeito hereditário que pode ter causas distintas. Pode ser um defeito na atividade da procolágeno-peptidase na remoção das extremidades não-helicoidais do procolágeno, resultando na formação de fibrilas colágenas defeituosas; também pode ser resultado de uma mutação do gene que codifica a enzima lisil-hidroxilase, necessária para a modificação pós-traducional da lisina em hidroxilisina, levando à diminuição da resistência da molécula de colágeno na síndrome. Uma conhecida vítima é Gary Turner, presente no livro dos recordes.[carece de fontes?]
Atualmente, existem treze variações da síndrome, que vão desde os casos mais graves até os mais simples. A última variação descoberta, na verdade, é uma variante de outra já existente. Essa variação surgiu a partir da variante seis da síndrome de Ehlers Danlos (variante 6-A). Por isso, essa segunda variante é chamada de variante 6-B.
Ambas as variantes possuem traços clínicos bem próximos uma da outra. A 6-B, no entanto, é marcada por forte déficit fisio-ocular, isto é, pacientes com essa variedade da síndrome possuem grande fragilidade da estrutura ocular, pelo que tal variante é chamada de síndrome da córnea frágil (brittle cornea syndrome, em inglês). Mesmo assim, como em todos os outros tipos, os pacientes portadores da síndrome da córnea frágil possuem grande frouxidão ligamentar e hipermobilidade óssea, sendo, portanto, facilmente acometidos por doenças ósseas e desvios de coluna.[carece de fontes?]

## Os treze subtipos
Segundo a Classificação Internacional de 2017 das Síndromes de Ehlers-Danlos há 13 subtipos da Síndrome de Ehlers-Danlos. No entanto, atualmente existem subtipos ainda não classificados. Segue as classificações atuais:
- Clássica (cEDS) –  caracterizada por pele hiperextensível, cicatrizes atróficas e hipermobilidade articular.
- Clássica Tipo 2 – similar ao subtipo clássico, mas diferenciada por testes genéticos específicos.
- Hipermóvel (hEDS) – apresenta hipermobilidade articular generalizada, dor crônica e outras manifestações menos evidentes na pele.
- Vascular (vEDS) – caracterizada por fragilidade dos vasos sanguíneos e órgãos internos, podendo levar a rupturas graves.
- Cifoescoliótica (kEDS) – inclui escoliose progressiva e hipotonização muscular congênita, além de fragilidade ocular.
- Artrocalásica (aEDS) – caracteriza-se por hipermobilidade articular extrema e luxações recorrentes.
- Dermatospártica (dEDS) – apresenta fragilidade cutânea significativa e cicatrizes pendentes.
- Cardíaco-valvar (cvEDS) – afeta principalmente as válvulas cardíacas, além das manifestações típicas de SED.
- Musculocontratual (mcEDS) – caracteriza-se por contraturas congênitas, hipermobilidade e pele elástica.
- Perio dural (pEDS) – afeta o periósteo e os tecidos durais, podendo causar dores e complicações neurológicas.
- Miopática (mEDS) – anclui fraqueza muscular congênita e distúrbios do desenvolvimento.
- Espinal (spEDS) – caracterizada por fragilidade espinal e predisposição a fraturas e deformidades vertebrais.
- Indefinida (uEDS) – quando não se encaixa claramente nos subtipos acima, podendo ter uma combinação de várias características.

Esses subtipos baseiam-se em achados clínicos e, em muitos casos, mapeamento genético. Em caso de suspeita de SED, é importante buscar avaliação genética e médica especializada para diagnóstico e manejo adequados.[carece de fontes?]